# Wörthsee

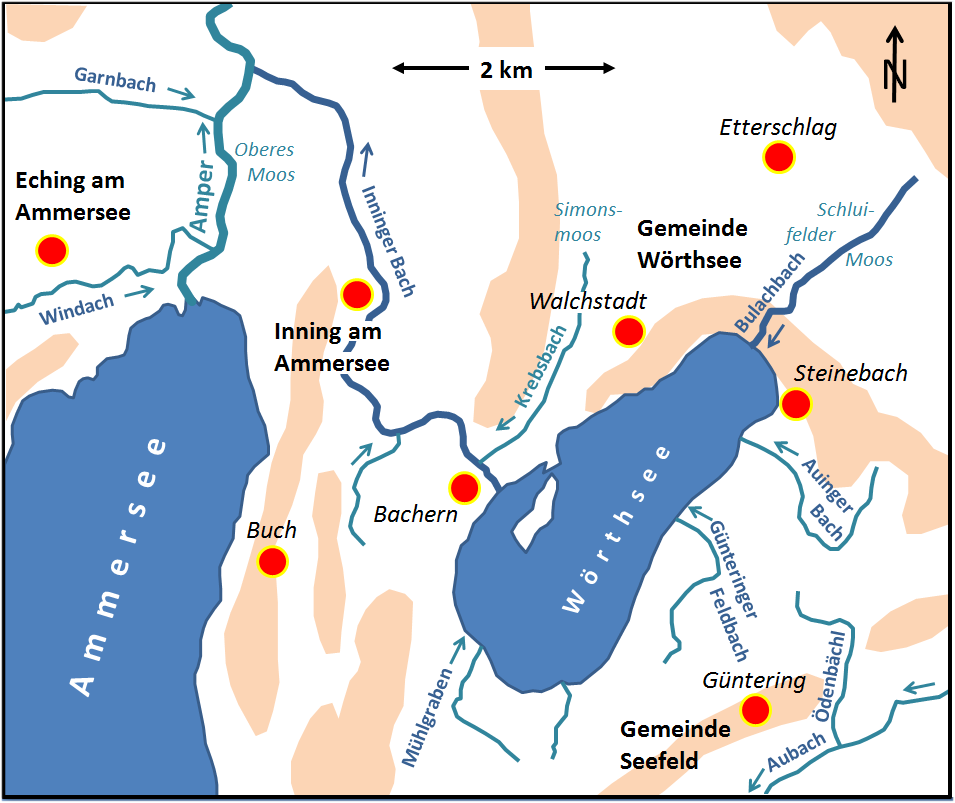
Einzugsgebiet des Wörthsees. Die wichtigsten Moränenzüge sind getönt dargestellt.

Der Wörthsee, früher Ausee, liegt im nördlichen Landkreis Starnberg in Oberbayern, ca. 25 km südwestlich von München, und wird im Norden von vier Ortsteilen der Gemeinde Wörthsee und im Westen von zwei Orten der Gemeinde Inning umrahmt. Er ist einer der Seen im Fünfseenland (Ammersee, Wörthsee, Weßlinger See, Pilsensee, Starnberger See) in Oberbayern. Der mittlere Wasserspiegel des in einem eigenen Becken liegenden Sees liegt zirka 27 m höher als der des im Westen benachbarten Ammersees. Sein Einzugsgebiet ist klein, je nach Quelle wird es mit einer Fläche von 17 oder 26,35 km² angegeben. Die Seefläche ist aufgeteilt zwischen den Gemeinden Wörthsee (Nordosten) und Inning (Südwesten); ein kleiner Teil im Südosten gehört zur Gemeinde Seefeld am Pilsensee.
Der größte Teil des Ufers befindet sich in Privatbesitz und ist nicht zugänglich. Insgesamt gibt es fünf größere Badestellen am See. Der See befindet sich im Eigentum des Grafen Cajetan zu Toerring-Jettenbach.

## Geschichte

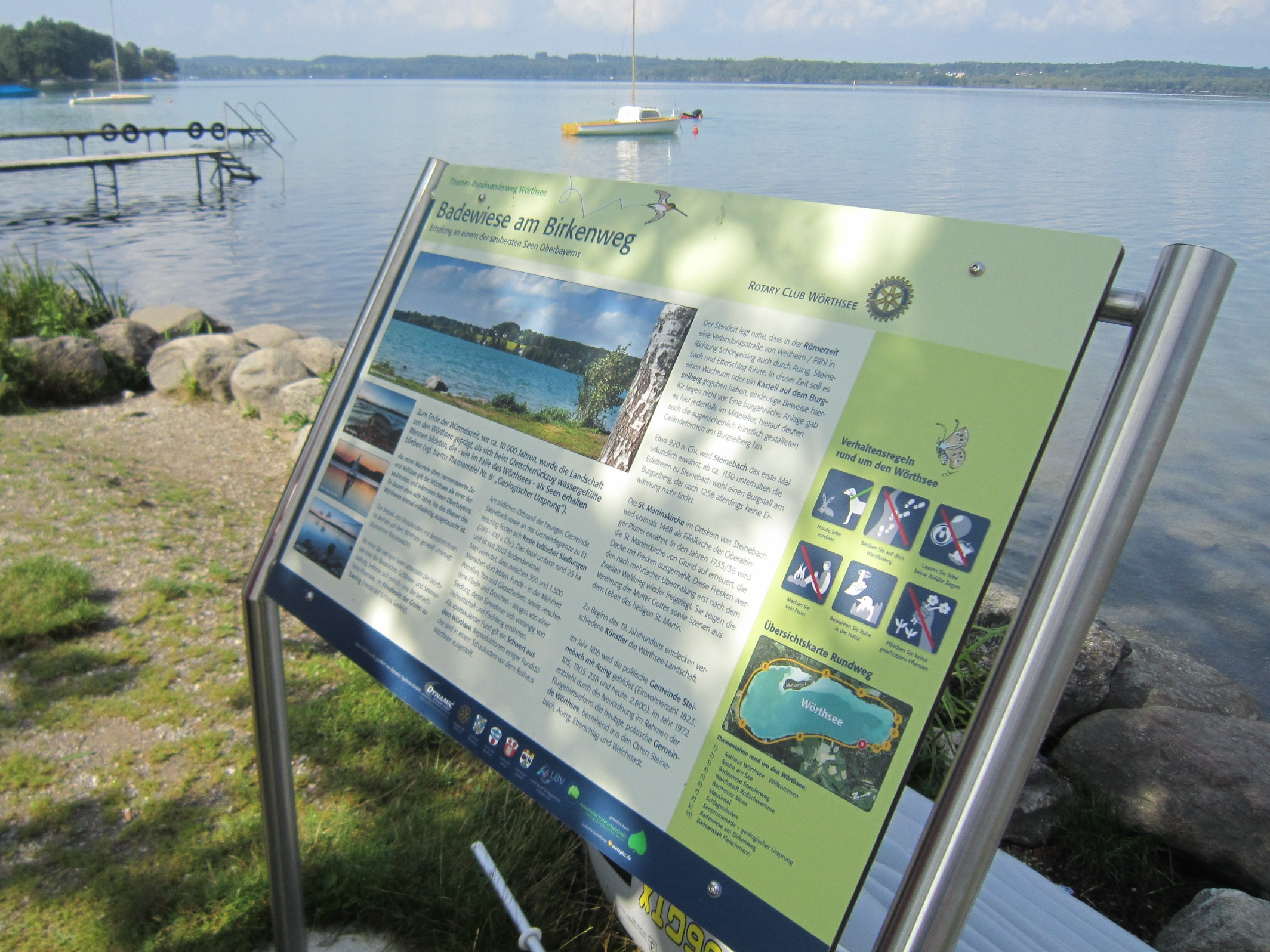
Informationstafel am Südufer des Wörthsees

Seinen Namen hat der See von der 12 ha großen Insel Wörth, die sich in ihm befindet. Das mittelhochdeutsche Werth bedeutet Insel oder Uferlage. Im Volksmund wird die Insel ausschließlich Mausinsel genannt.
Wie die anderen Seen des Bayerischen Alpenvorlandes entstand der Wörthsee durch die Exaration eines Vorlandgletschers. Er bildet ein Zweigbecken des Isar-Loisach-Gletschers. Beim Abschmelzen des eiszeitlichen Gletschers bildet das Wörthseebecken zunächst Teil einer peripheren Entwässerung, die vom Pilsensee herkommend über den Inninger Bach dem Ampermoos zustrebt und in Grafrath das Zungenbecken verlässt.

## Hydrologie
Der Wörthsee gilt als einer der schönsten und saubersten bayerischen Badeseen, obwohl er nur einen langsamen Wasseraustausch hat. Es dauert etwa acht Jahre, bis sich sein Wasser erneuert hat. Ihm fließt nur 0,3 m³ Wasser pro Sekunde ab, das dennoch nur zum kleineren Teil durch seine Zuläufe ausgeglichen werden kann. Überwiegend fließt ihm Grundwasser zu, was seine geringen Wasserstandsschwankungen erklärt.